# Iglesia de San Ignacio (Gorizia)
La iglesia de Sant'Ignazio es un lugar de culto católico en Gorizia, en la provincia y archidiócesis de Gorizia ; es la sede de una parroquia incluida en el decanato de Gorizia.

## Historia

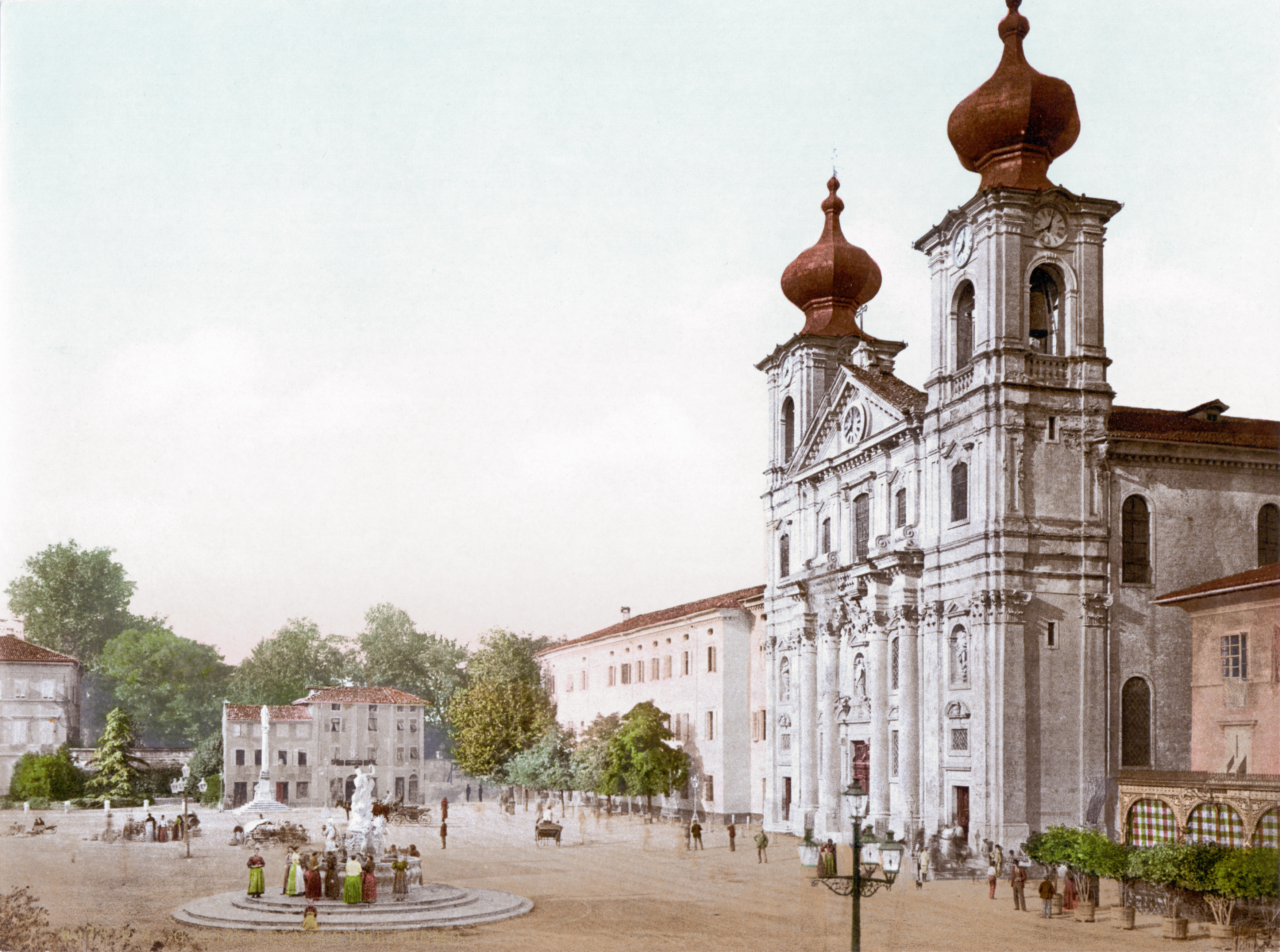
Vista de la iglesia a principios del.

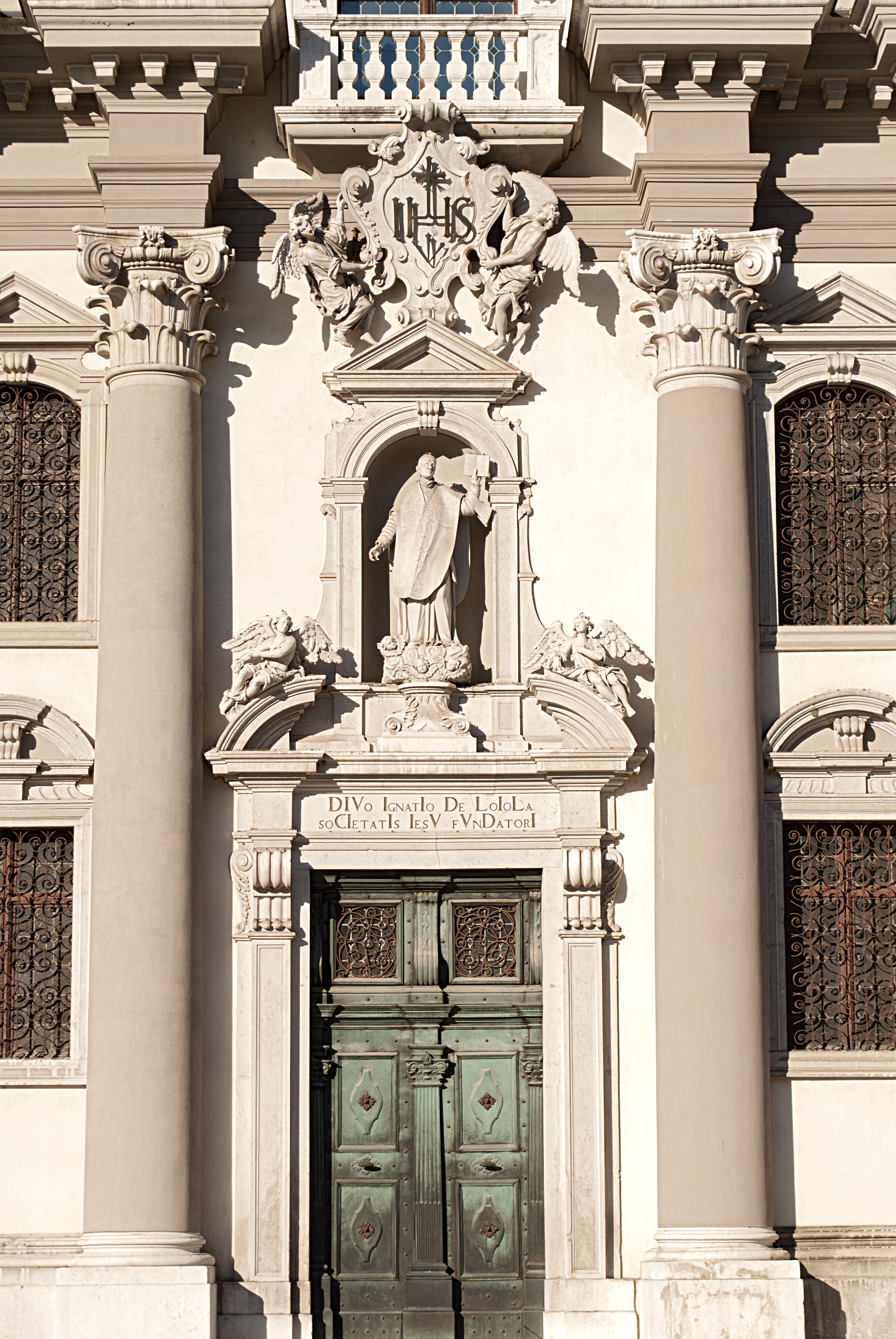
Detalle del registro inferior de la fachada

A finales del siglo XVI, Gorizia era una pequeña ciudad de más o menos 5 000 habitantes, rodeada de murallas que al noroeste se abrían a un gran claro de hierba, que los habitantes de Gorizia, utilizando el término esloveno, llamaban Travnik. Algunos edificios señoriales y algunas tiendas de artesanos dominaban este césped. Cuando el protestantismo comenzó a extenderse, especialmente a través de predicadores como Primož Trubar, que tradujo la Biblia al esloveno y se quedó en Gorizia predicando en italiano, esloveno y alemán, la estructura eclesiástica de Gorizia era muy débil. De hecho, dependía del Patriarca de Aquilea, quien, después de que Friul pasara a la República de Venecia en 1420, no estaba interesado en los vastos territorios que le pertenecían y que permanecían en suelo austriaco. Para hacer frente a esta situación, ya a finales del siglo XVI algunos nobles, entre los que destaca Vito de Dornberg, habían propuesto el establecimiento de una diócesis independiente. 
Las solicitudes fueron aceptadas sólo parcialmente: en 1574 se erigió un arcediano en Gorizia. Quienes actuaron con mayor eficacia como barrera contra el protestantismo fueron varias órdenes religiosas, monásticas y mendicantes: los franciscanos, activos ya en el siglo XIII en Gorizia, las ursulinas, las clarisas, los fatebenefratelli, los carmelitas, los capuchinos y, sobre todo, - los jesuitas, presentes desde 1615. Todos estos religiosos se instalaron primero como huéspedes de varias familias nobles en Gorizia y en 1620 compraron una casa en Travnik. Al principio, siguiendo la estructura administrativa que hacía depender a Gorizia de la región del Interior de Austria con Graz como capital, estaban subordinados a la sede de la capital de Estiria. Pero ya en 1620 se independizaron de la casa madre. Los jesuitas también introdujeron en Gorizia un nuevo concepto de fe y, siguiendo los dictados de la contrarreforma, trajeron los cánones del arte barroco, el gusto por las celebraciones suntuosas y solemnes. Hay abundante información sobre la presencia y actividad de los jesuitas, ya que hemos recibido la obra Historia Collegij Goritiensis : naturalmente, allí también se cuenta la historia de la construcción de sus principales edificios, el colegio, el seminario y la iglesia dedicada a su fundador. 
La construcción del colegio, que se encontraba junto a la iglesia, donde hoy se encuentra el palacio de los I. NPS, comenzó en la década de 1620: sabemos que gastaron 1600 florines para empezar. En 1632 tenemos noticia de una renovación de la cocina y el refectorio. Se trasladó la sastrería, se abrió un nuevo pasillo para el huerto y se utilizaron dos habitaciones para los estudiantes. La excavación de un pozo de cinco metros y medio de profundidad se remonta a 1639, y la ampliación del complejo mediante la compra de la casa adyacente a un noble, un tal Panizol, se remonta a 1642. El colegio siguió creciendo regularmente hasta 1726. 
Centrándonos en la iglesia, las primeras noticias sobre las obras se remontan a septiembre de 1654: desde hacía varios años los jesuitas recaudaban fondos y donaciones, incluida la del emperador Fernando, que había abogado firmemente por una presencia jesuita en las regiones más afectadas por la crisis luterana. proselitismo. Sin embargo, tras apenas un año de obras, en la Navidad de 1655 los muros construidos se derrumbaron bajo las fuertes lluvias que cayeron durante todo el otoño. La responsabilidad recayó en el contratista, cuyo nombre no figura en los documentos, y tuvo que realizar la reconstrucción por su cuenta. Posteriormente, el empresario cambió: en 1656 llegó Bartolomeo Winterleiter de Fiume. En 1664 se completó el presbiterio. La parte de la muralla se completó en 1680. El día de San Ignacio de Loyola de ese año, 31 de julio de 1680, el obispo de Trieste Giacomo Ferdinando Gorizzutti celebró una misa solemne desde el altar mayor.
Del 20 de julio de 1682 al 14 de febrero de 1683, la iglesia estuvo cerrada debido a una epidemia de peste bubónica, cuyos estragos el padre jesuita Giovanni Maria Marussig describió efectivamente en su Diario de la peste en Goritia. Quedaba por terminar la fachada, que fue diseñada por Cristoph Tausch y terminada en 1722, luego fue el turno de los campanarios en 1724 y los frescos se completaron en 1727. La iglesia fue consagrada en 1767 por Carlo Michele d'Attems, cuando Gorizia ya había sido sede del arzobispo durante 15 años y él era el arzobispo. Sant'Ignazio no sufrió muchas modificaciones posteriores: a excepción del trauma de la guerra, del que la iglesia se salvó relativamente de la suerte de otros edificios. El contexto cambió mucho: la plaza, especialmente durante el siglo XX, sufrió varias intervenciones urbanas cuestionables, entre ellas la demolición del Colegio de los Jesuitas en los años 1920 para dar paso al mencionado edificio del INPS de los años 1950, la demolición del antiguo tejido urbano la creación de Via Roma en los años 1930, la construcción de la galería Bombi que cambió radicalmente el aspecto de la plaza y, finalmente, su progresiva degradación hasta convertirla en aparcamiento. Un proyecto de restauración muy reciente ha devuelto a la plaza parte de su esplendor original.

## Externo

### Fachada
Tiene una estructura dividida en tres plantas diferenciadas: en la primera se encuentran los portales de acceso, en la segunda cuatro ventanas y una puerta que da al balcón, en la tercera el frontón. El arquitecto Cristoph Tausch, responsable del proyecto, intentó animar el conjunto con un juego de claroscuros, jugando con la alternancia de pilares y columnas que emergen de la pared del fondo, efecto que se aprecia con fuerza en el primer piso. En el primer piso de la fachada hay, además de los portales, seis ventanas y tres hornacinas que albergan otras tantas estatuas. El conjunto está animado, como ya se ha dicho, por cuatro pilares y tres columnas de tres cuartos que dan a la fachada una división horizontal bastante regular. La hornacina sobre el portal de la izquierda alberga a San José con el niño, la de la derecha a San Juan Bautista, la del centro, de factura decididamente más elaborada, San Ignacio de Loyola. El primero es obra de Giovanni Pacassi o Paolo Callalo, mientras que los otros dos se atribuyen a Antonio Gai. Los ángeles agachados sobre el tímpano roto del portal podrían estar asignados al Callalo y al taller. Las majestuosas puertas de cobre son de Erminio Fabris, quien las creó en 1932, probablemente por encargo de Silvano Baresi. Las paredes laterales no tienen decoración alguna, salvo los dentados bajo los bordes del tejado y los perfiles de las ventanas.

## Interno

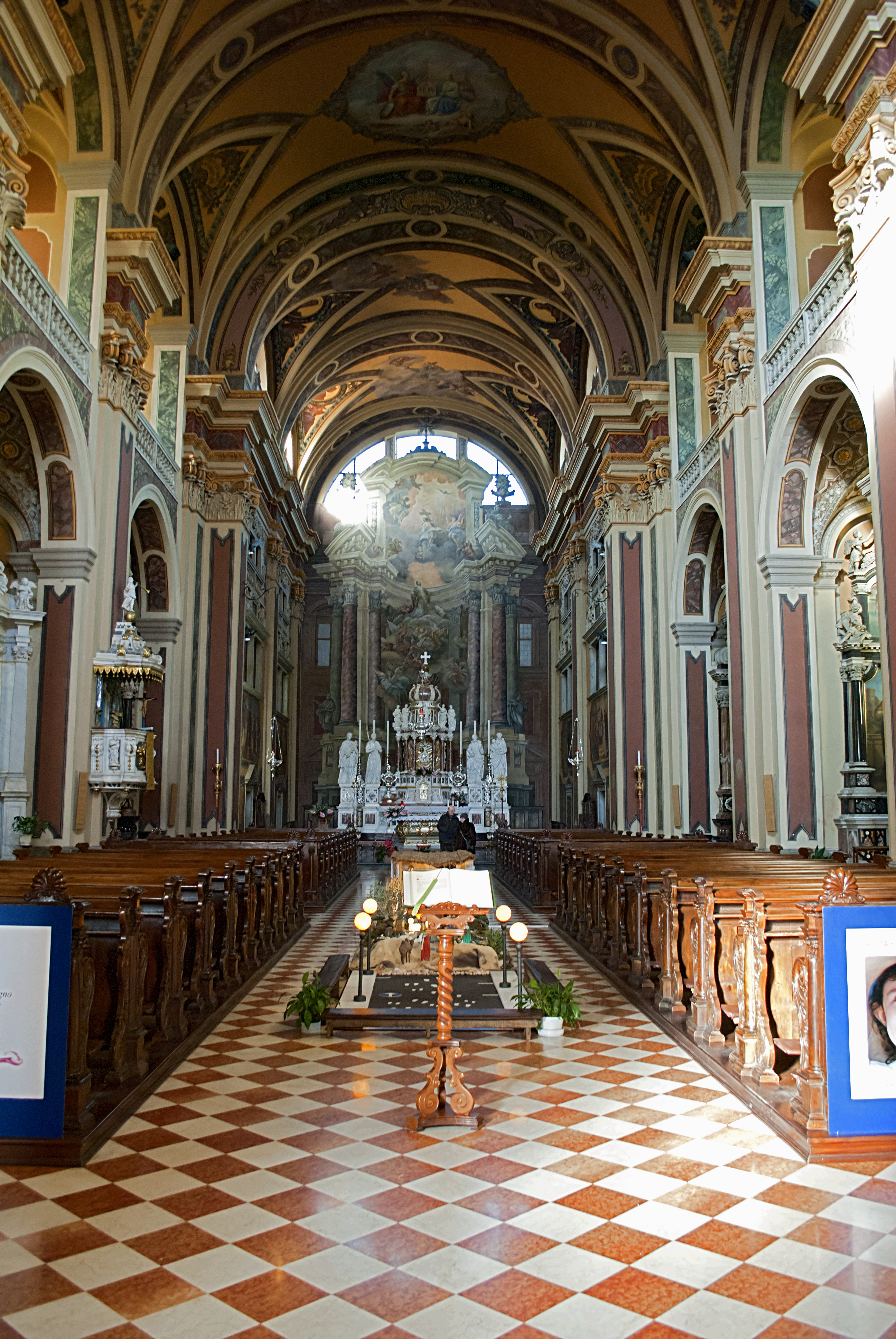
nave central

El interior se estructura según una búsqueda de la solemnidad propia del barroco. Se trata de una nave central muy alta y aireada, a la que se une casi sin costuras el presbiterio, de la misma altura. A los lados de la nave, seis capillas laterales separadas por medianeras. Estos rematan con pilares doblados, con capiteles decorados con volutas y relieves en forma de hojas de acanto. La bóveda es de cañón. En sustitución de la cúpula se encuentra la galería de mujeres, una estructura típica de las iglesias jesuitas.

### Nave central

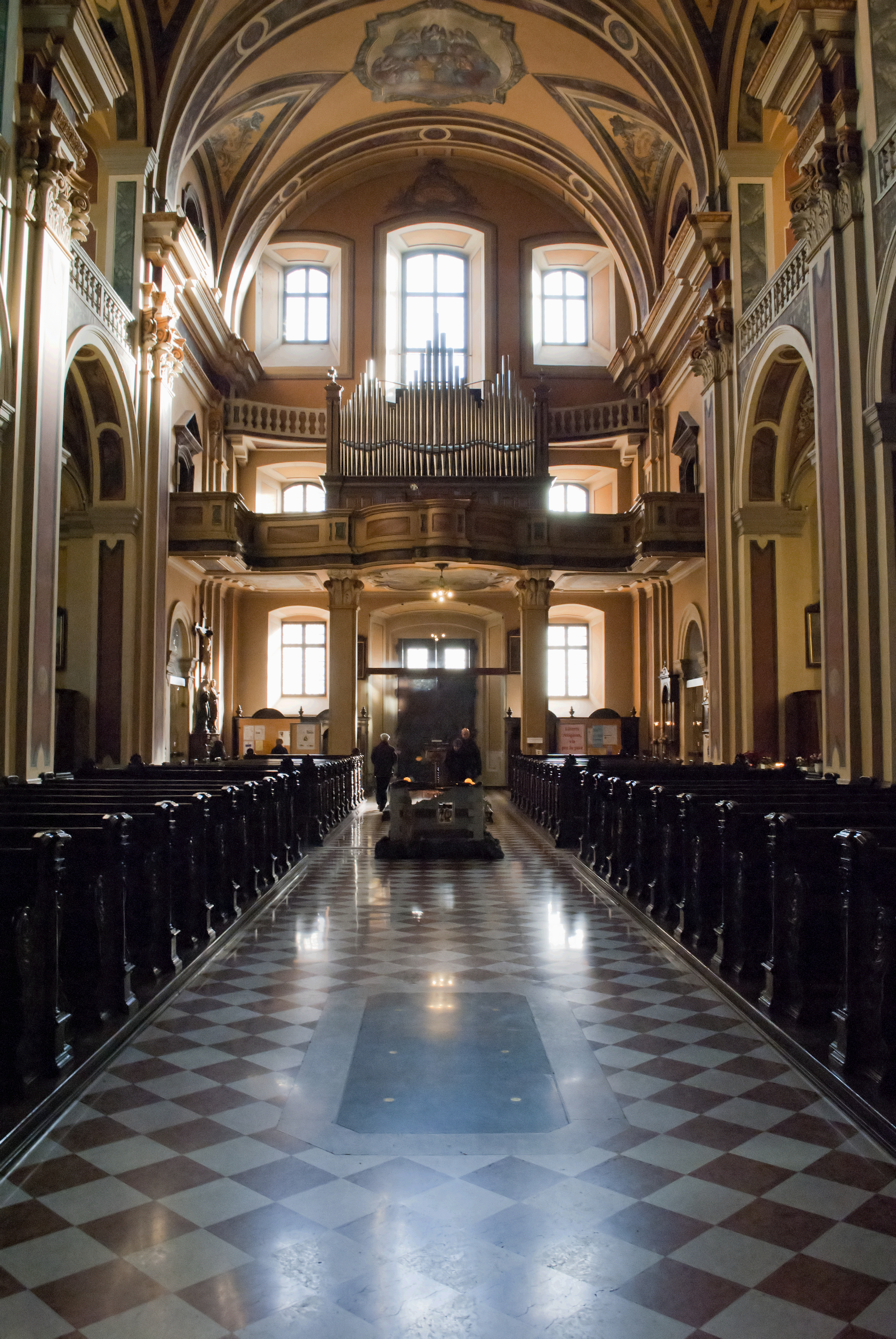
Vista hacia la contrafachada

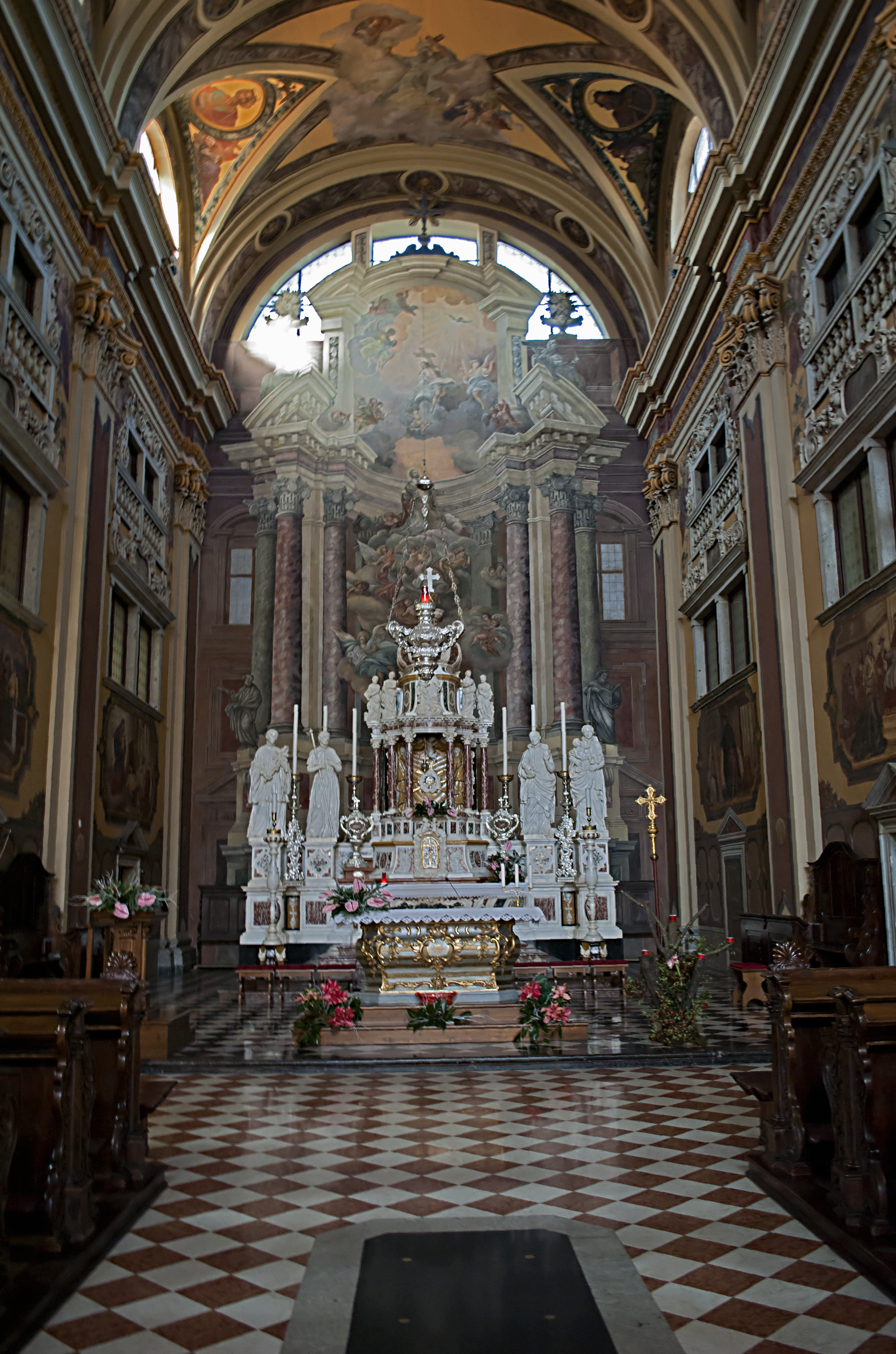
Altar mayor

La iglesia tiene un suelo reciente de ajedrezado blanco y rojizo, que sustituye al blanco y negro que data de 1832. Nada más entrar por el gran portal, se ve una placa en la pared que conmemora la consagración de la iglesia; Sin embargo, probablemente no sea el original. El techo presenta frescos de Lorenzo Bianchini de Udine, quien los pintó en 1891. En los cuatro paneles que, a partir de la entrada, llegan hasta el umbral del presbiterio, encontramos: El coro de ángeles cantores y músicos, San José con la azucena y San Pedro con las llaves del Reino, La Virgen con San Ignacio y los santos jesuitas, el Arcángel Miguel con espada y escudo y el Arcángel Gabriel con azucena . Los colores claros sugieren que el pintor, como era propio del arte de finales del siglo XIX, optó por inspirarse en un modelo pictórico del pasado, en este caso el renacentista.

### Presbiterio
Sólo un desnivel y un ligero estrechamiento de la luz indican la presencia del presbiterio al final de la nave. El altar mayor data de 1716; se accede subiendo cinco escalones de mármol rojo con tonalidades blancas, con incrustaciones de mármol amarillo y negro. La mesa decorada con curvas rococó está presidida por un tabernáculo: la parte inferior está formada por el tabernáculo (una pequeña puerta revestida de tela roja) con una cruz insertada a lo largo de la cual se entrelazan brotes de metal con motivos vegetales. Una habitación está descrita por seis columnas: en su interior se muestra el Santísimo Sacramento . Las columnas también sostienen una cúpula de mármol rojo. Alrededor del pedestal, las estatuas de los cuatro evangelistas y, en el centro, la Virgen con el niño. Además, se elevan cuatro estatuas, de "seis pies" de altura, y son: a la derecha San Estanislao Kostka y San Francisco de Borja con la calavera, mientras que a la izquierda San Francisco Javier y San Luis Gonzaga. Todo es obra de Pasquale Lazzarini. Al pie del altar hay dos candelabros de mármol contemporáneos. En la pared del fondo se encuentra el fresco de Cristoph Tausch enmarcado por seis majestuosas columnas pintadas; Representa la Gloria de San Ignacio . Debajo de las ventanas hay cuatro medallones: es probable que representen a los Padres de la Iglesia (San Jerónimo, Agustín, Gregorio Magno y Ambrosio). Las paredes están decoradas con escenas de la Vida de San Ignacio, herencia del pintor veneciano del siglo XIX Eugenio Moretti Larese, quien las pintó quizás en 1858. Bajo las ventanas laterales del presbiterio se encuentran cuatro cartelas decoradas con motivos vegetales, que enmarcan tres episodios de la vida del santo. Las tres lámparas datan del siglo XVII.

### Capilla del Arcángel Rafael
Esta es la primera capilla a la izquierda, mirando desde el presbiterio. Contiene el altar dedicado al arcángel Rafael en 1743 por Giovanni Battista della Torre. Consta de una mesa rectangular decorada con querubines y motivos de follaje tejido. La parte superior está formada por cuatro columnas de mármol blanco, que sostienen un frontón quebrado con dos ángeles sentados. Hay un retablo que representa al Arcángel Rafael con Tobías, con algunas estatuas de amorcillos al lado. El fresco de la bóveda representa el Sagrado Corazón de María; Tiburzio Donadon lo pintó en 1931.

### Capilla de Santa Barbara
Es la segunda capilla a la izquierda, mirando todavía desde el presbiterio. Contiene un altar del siglo XVIII, dedicado a Santa Bárbara, que está formado por dos columnas de mármol negro portando una cornisa sobre la que destacan dos ángeles. La cantina está adornada con motivos geométricos en mármol policromado. Dos angelitos sostienen un anagrama de María. El retablo, obra de Raffaele Pich, es de 1861, por lo que no es ciertamente el original, de cuyo destino no se sabe nada. La santa, representada en actitud solemne, sostiene el cáliz con la Eucaristía y la espada con la que su padre la decapitó. Los colores recuerdan al manierismo italiano. En el techo hay un fresco que representa los estigmas de San Francisco.

### Capilla de San José
El altar de San José, atribuido a los Pacassi, contenido en esta capilla, la tercera a la izquierda si se mira desde el presbiterio, es una pieza de mármol de gran valor. Se sabe que fue construida en 1685 por la familia Cobenzl, que gastó 1248 florines renanos, ganándose a cambio la oportunidad de tener una tumba familiar en esta capilla. El altar tiene una mesa ricamente decorada y está formado por una sofisticada alternancia de columnas y otros elementos arquitectónicos con efectos ilusionistas. Además de dos columnas exteriores, hay dos con incrustaciones diagonales de mármol policromado. Sobre el cimacio, el escudo de Cobenzl con dos ángeles en la parte superior. El retablo del Tránsito de San José data del siglo XVII. El techo tiene frescos que representan la Huida a Egipto, Dios Padre y la Presentación en el Templo.

### Capilla de San Francisco Javier
El altar, contenido en la primera capilla a la derecha mirando desde el presbiterio, fue construido con un legado del fallecido conde Germanico della Torre en 1686, el cimacio lo conmemora llevando el escudo de armas de la casa. Está realizado en mármol de múltiples colores y también presenta numerosas incrustaciones geométricas similares al altar de San Giuseppe. Alberga un antiguo retablo quizás extraído de un altar de madera anterior, que representa a San Francisco Javier tratando a las víctimas de la peste . Este altar es el único lateral equipado con un tabernáculo de mármol, creado en 1719 por Pasquale Lazzarini y que costó 160 florines. El retablo es de Clemente Del Neri, de 1920; en el techo, tres pequeños frescos.

### Púlpito

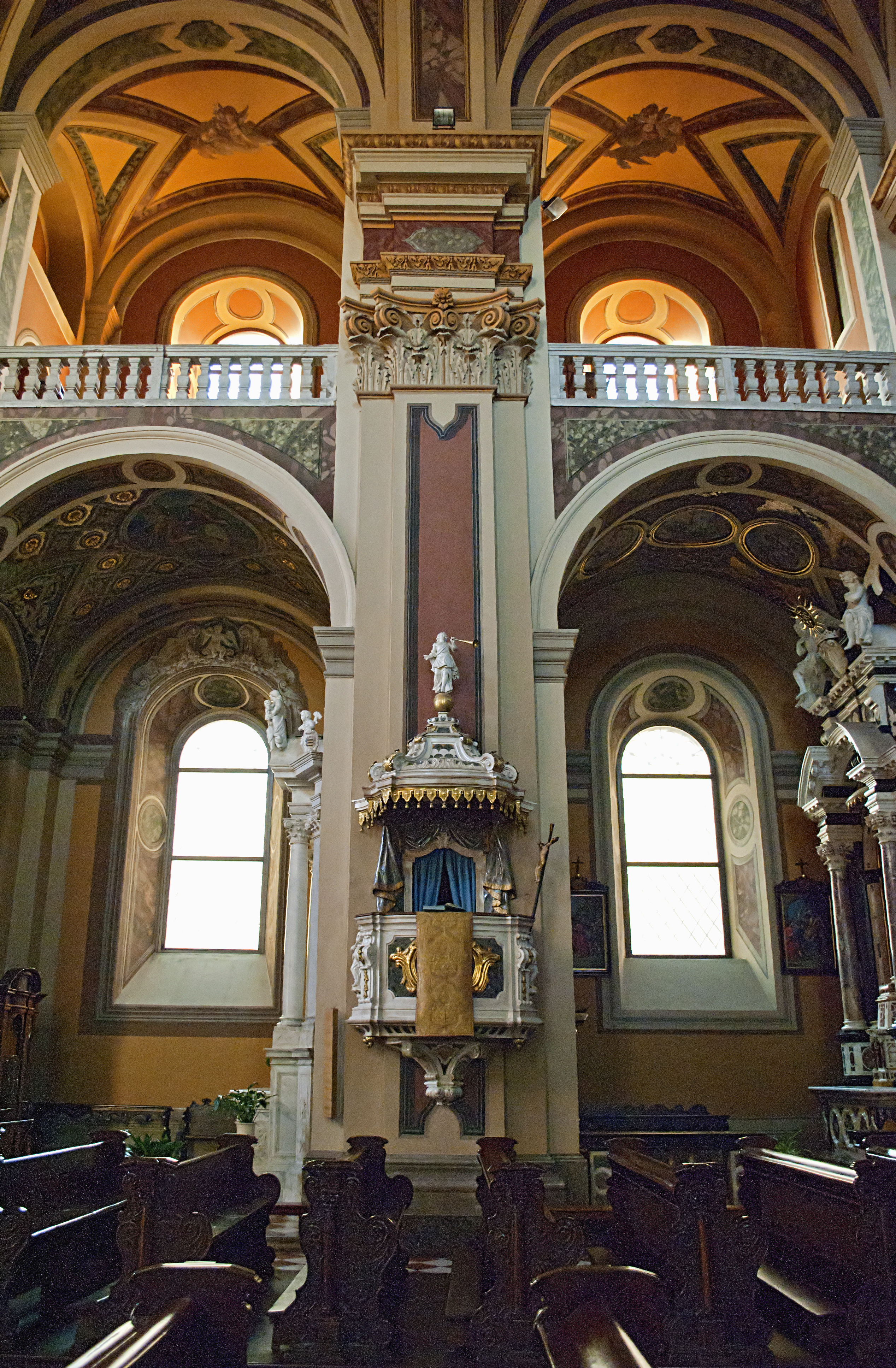
Púlpito

Entre la capilla anterior y la posterior, dedicada a la Santa Cruz, hay un púlpito. Fue realizado en mármol blanco de Carrara y mármol verde de Sicilia en 1750. Varias decoraciones adornan el artefacto: una, de cobre, contiene el monograma de Jesús en lapislázuli. También se encuentran estatuas que representan a San Pedro y San Pablo, de buena factura y atribuidas a Pietro Baratta.

### Capilla de la Santa Cruz
El altar del mismo nombre que contiene fue construido en 1764 por el conde Nicolò di Strassoldo, en sustitución de uno anterior erigido en 1681 por Della Torre y transportado a la iglesia de San Pietro. Lleva esculturas que representan los símbolos de las tres virtudes teologales: la cruz y el cáliz de la Fe, el ancla de la Esperanza y la Caridad con dos niños en brazos. El retablo representa un Deposición de la Cruz, inspirado en un grabado de Louis Desplaces que reproducía un cuadro de Jean Jovenet conservado en el Louvre. El presunto autor es Franz Lichtenreiter. En el techo, Carlo Borromeo reparte la comunión a los apestados. En el suelo se encuentra la lápida de quien encargó el altar y su familia.

### Capilla de la Inmaculada Concepción
Alberga un altar erigido en 1736. Consta de un cimacio decorado con angelitos, sostenido por cuatro columnas de mármol africano. La mesa está decorada con ramas y querubines; en el altar, un lienzo que representa la Inmaculada Concepción, obra de un pintor de Graz inspirado en Pozzo y en el techo, un fresco que representa el Sagrado Corazón de Jesús.

### Coro
El techo bajo el coro está decorado con Santa Cecilia tocando el órgano. También están decoradas las capillas laterales, con el Vía Crucis. El coro alberga también el órgano, que data de 1932 y fue realizado por la compañía de Beniamino Zanin e hijos de Codroipo. Antes de esto se sucedieron numerosos cuerpos; el primero se informó ya en 1634.
Destacan también las dos sacristías, con valioso mobiliario de época, el sepulcro donde yacen los padres jesuitas, y las campanas, dos en cada campanario, que datan una de 1874, dos de 1947, una de 1962; están afinados en re bemol, mi bemol, fa y la. El mobiliario sacro y los bancos de la Iglesia son del siglo XVIII.